# Chloroclystis coloptila
Chloroclystis coloptila är en fjärilsart som beskrevs av Louis Beethoven Prout 1929. Chloroclystis coloptila ingår i släktet Chloroclystis och familjen mätare. Inga underarter finns listade i Catalogue of Life.